# KrOs VII–VIII
A KrOs VII–VIIIOs VII–VIII szerkocsis gőzmozdonyok voltak az osztrák–magyar Krakau-Oberschlesischen Eisenbahn-nál (KrOs).
Mindkét mozdonyt a Borsig gyártotta Berlinben 1849-ben.
Amikor 1850-ben a KrOs-t államosították, a két mozdony az k.k. Östliche Staatsbahn (ÖStB) tulajdonába került, ahol a  PRŻEMYSL és DNJESTR neveket kapták.
1858-ban az ÖStB-t reprivatizálták, a pálya egyik része a KFNB-hez, másik része a Galizische Carl Ludwig-Bahnhoz(CLB) került. A teljes járműállomány a CLB-é lett. Később jött még hozzájuk két korábban megrendelt mozdony 1868-ban, melyek 3 és 4 pályaszámokat kaptak, és valószínűleg 1873 előtt selejtezve lettek.

## Fordítás
- Ez a szócikk részben vagy egészben  a   KrOs VII–VIII című német Wikipédia-szócikk fordításán alapul.  Az eredeti cikk szerkesztőit annak laptörténete sorolja fel. Ez a jelzés csupán a megfogalmazás eredetét és a szerzői jogokat jelzi, nem szolgál a cikkben szereplő információk forrásmegjelöléseként.